# Angélica de Médici
Angélica de Médici también conocida como Ángela de Médici, (1608 - 2 de marzo de 1636), noble italiana perteneciente a la familia Médici.

## Biografía
Era hija de Cosme de Julio de Médici y perteneciente a la familia Médici descendiente del Duque Alejandro, pero sin derechos sucesorios sobre el Ducado de Florencia.
Contrajo matrimonio con el noble romano Pietro Giovani Pieroni(también llamado Pedro), Duque de Gallese y Marqués de Soriano nel Cimino.
Tuvieron cuatro hijas:
1. Ana Margarita, (m. c.1632), monja del Monasterior de San Domingo en Roma;
2. María Francisca (m. c. 1632), monja del Monasterior de San Domingo en Roma;
3. Cristina (m. 1712), casada con Don Hipólito Lante de la Rovere, Segundo Duque de Bomarzo;
4. Cornelia Lucía (m. 1691), casada con Carlos Friedrich Conde de von Hohenems.

A su muerte su marido volvió a casarse con Isabel Lante Montefeltro de la Rovere con quien tuvo ocho hijos, de los cuales tres fueron hombres.